# Xhafer Ypi
Xhafer Bej Ypi (IPA: [dʒafɛɾ yp bɛj]; 12 de janeiro de 1880, Starje - 17 de dezembro de 1940), era um Bektashis muçulmano e político albanês.
Seus pais eram Asilan (um fazendeiro) e Zavalani, e Ypi licenciou-se na universidade de Istambul.
Em 1920-1921, ele foi ministro da Administração Interna e Ministro da Justiça. Ocupou também o cargo de Ministro da Instrução Pública.
Como líder do Partido Popular, em finais de dezembro de 1921, formou um governo onde Fan S. Noli foi o ministro dos Negócios Estrangeiros e Ahmed Zogu era o ministro da Administração Interna. Ypi foi primeiro-ministro até 4 de dezembro de 1922 e, em 1922, após a renúncia de Noli, acumulou, interinamente, as funções de ministro das Relações Exteriores.
De 2 de dezembro de 1922 até 31 de janeiro de 1925, Ypi foi membro do Conselho Superior (entidade colegial que chefiava o Estado colegial, posição anteriormente detida por Guilherme de Wied). Em junho de 1924, deixa a Albânia por causa da revolta de Noli mas, oficialmente, continuou a manter o cargo.
Durante o reinado Zog, Ypi era inspetor-chefe da Corte Real.
Quando teve início a ocupação italiana, Ypi saudou os italianos que tinham "libertado" a Albânia "da pesada escravidão do sanguinário Zogu". Depois do rei Zog ter fugido, de 9 abril a 12 abril Ypi foi presidente e Plenipotenciário da Justiça da Administração de Comissão Provisória e, assim, agindo como chefe de Estado. A partir de 12 de abril, ele foi o Ministro da Justiça no governo de Shefqet Verlaci. Foi morto por um bombardeamento aérea.